# El secreto
El secreto é uma telenovela mexicana, produzida pela Televisa e exibida em 1963 pelo Telesistema Mexicano.

## Elenco
- Magda Guzmán
- José Gálvez
- Aurora Cortés
- Rosita Aragon